# Gaston Billotte

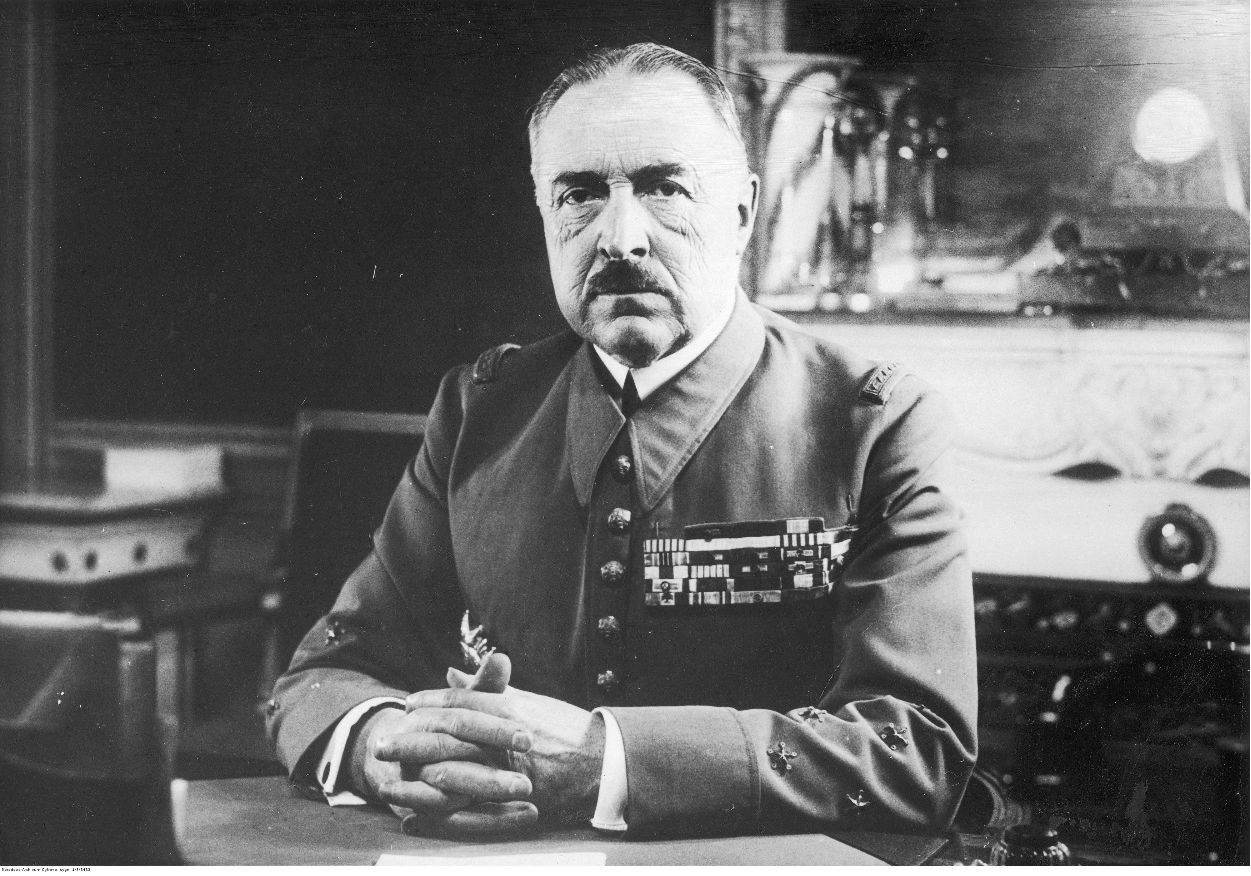
General Gaston Billotte

Gaston Henri Gustave Billotte (* 10. Februar 1875 in Sommeval, Département Aube; † 23. Mai 1940 in Ypern, Belgien) war ein französischer Général d’armée. Er kommandierte die 1. Armeegruppe während der Schlacht um Frankreich (Westfeldzug) und während des Panzerdurchbruchs bei Sedan Mitte Mai 1940.

## Leben
Gaston Billotte war der Sohn eines Schuldirektors, dessen Familie aus der Bourgogne stammte.
Nachdem er die Militärschule Saint-Cyr 1896 verlassen hatte, ging er zur Marineinfanterie. Er diente später in Tonkin (Französisch-Indochina) und bei den in China im Rahmen der Politik der offenen Tür stationierten französischen Truppen, kam dann nach Frankreich zurück und besuchte die École supérieure de guerre (promotion 1907–1909). 
Er kehrte als Chef de bataillon von 1911 bis 1913 nach Tonkin zurück und diente dann bis 1915 in Marokko beim dortigen Besatzungskorps. Er ist der Vater von Pierre Billotte (1906–1992), französischer General und Politiker. 

### Erster Weltkrieg
1915 wurde er als Lieutenant-colonel dem Grand Quartier Général zugeteilt, wo er Chef der für auswärtige Kriegsschauplätze zuständigen Abteilung wurde. 1916 wurde er zum Colonel (Oberst) befördert und zum Chef der Operationsabteilung (3ème bureau) des Generalstabs (Groupe de l’avant) ernannt. 1918 kommandierte er ein Infanterieregiment und erlitt bei den Kämpfen um den Kemmelberg in Westflandern eine Senfgasvergiftung.

### Zwischenkriegszeit
Nach dem Krieg war er zwischen April 1919 und Dezember 1920 Mitglied der französischen Militärmission in Polen während des Polnisch-Sowjetischen Krieges. Im Juli 1920 erfolgte seine Beförderung zum Général de brigade. Von Februar bis Juni 1921 war er Kommandeur der 1. Infanterie-Brigade in Tunesien und Befehlshaber von Tunis. Anschließend war er bis November 1924 Kommandeur der 2. Division im Völkerbundmandat für Syrien und Libanon. Von 1925 bis 1926 nahm er in Marokko am Rifkrieg teil. Nach seiner Beförderung zum Général de division im April 1927 wurde er dem Generalstab der Kolonialtruppen zugeteilt. Im Dezember 1927 übernahm er den Befehl über die 10. und im Mai 1929 über die 3. Kolonial-Infanteriedivision, 1930 über die französischen Truppen in Französisch-Indochina. Nach seiner Rückkehr nach Frankreich 1933 wurde er zum Général d'armée befördert und  im November dieses Jahres Mitglied im Conseil supérieur de la Guerre, was er bis zum Beginn des Zweiten Weltkriegs blieb. Von 1936 bis 1937 war er zugleich Vorsitzender des Comité consultatif de défense des colonies. Am 17. November 1937 wurde er zum Militärgouverneur von Paris ernannt.

### Zweiter Weltkrieg
Nach dem Kriegseintritt Frankreichs im September 1939 übernahm er den Befehl über die 1. französische Heeresgruppe, die an der belgischen Grenze versammelt wurde. Im Dezember, nach dem deutschen Sieg über Polen, verfasste er eine Denkschrift an seine Vorgesetzten Maurice Gamelin und Alphonse Georges über die Lehren, die aus diesem deutschen Blitzfeldzug gezogen werden müssten. Der Mangel an Feldbefestigungen und Panzerabwehrgeschützen sowie das für den Verteidiger ungünstige Gelände, was für den schnellen deutschen Sieg über Polen ausschlaggebend gewesen sei, gelte in ähnlichem Maße für Belgien. Auch sei die numerische und technische Überlegenheit der französischen Panzerwaffe über die deutsche als trügerisch zu betrachten.
Zu Beginn des deutschen Westfeldzugs war Billotte verantwortlich für die Durchführung des Dyle-Breda-Plans durch die ihm unterstellte 1., 7. und 9. Armee, der jedoch aufgrund des schnellen Zusammenbruchs der Maas-Front und des deutschen Durchbruchs bei Sedan scheiterte. Er versuchte dann, eine neue Verteidigungsfront aufzubauen. Am 19. Mai 1940 nahm er in Ypern an einer Konferenz teil, in der General Maxime Weygand, der gerade das Kommando übernommen hatte, versuchte, eine Offensive zu organisieren und die hinteren Teile der durchgebrochenen deutschen gepanzerten Verbände abzuschneiden. Als Billote von dieser Konferenz in der Nacht vom 21. auf den 22. Mai zurückfuhr, stieß sein Wagen im Dorf Locre (Belgien, bei Bailleul) mit einem Militärlastwagen zusammen. Er wurde schwer verletzt, fiel in ein Koma und starb am 23. Mai im Krankenhaus („Mort pour la France“). Billottes Nachfolger wurde der bisherige Oberbefehlshaber der 1. Armee, General Georges Blanchard.